# Фейжо, Диогу Антониу
Дио́гу Анто́ниу Фейжо́ (порт. Diogo Antônio Feijó; 17 августа 1784, Сан-Паулу, Бразилия — 10 ноября 1843, там же) — бразильский прелат и государственный деятель, регент Бразильской империи (1835—1837).

## Биография
Сначала Фейжо был известен только как проповедник. В 1821 году он был избран депутатом в португальские кортесы, где выступал защитником независимости Бразилии, из-за чего подвергся преследованиям и вынужден был бежать в Англию. Вернувшись в Бразилию после провозглашения её независимости, Фейжо издал брошюру, в которой предлагал установить в Бразилии республику по образцу США.
В 1826 году Фейжо был избран депутатом в Общие сборы, где всеми силами пытался добиться низвержения императора Педру I. После отречения последнего Фейжо занял пост министра юстиции Бразилии, издал строгие законы против политических агитаторов, сумел внести порядок в деятельность парламента и умиротворить страну. Приход к власти несколько изменил его убеждения: из республиканца он превратился в конституционного монархиста.
В 1835 году Фейжо был выбран единоличным регентом империи и получил широкие полномочия по поддержанию целостности страны, которой угрожали многочисленные восстания, то и дело вспыхивавшие по всей Бразилии. Сначала Фейжо приобрёл симпатии населения благодаря кажущейся поддержке гражданской и религиозной свободы; однако его истинные стремления обнаружились, когда он сделал попытку изъять из ведения суда присяжных проступки по делам печати.
В этом же году на юге страны началось восстание Фаррапус, участники которого провозгласили независимую республику Риу-Гранди. Попытки Фейжо подавить это восстание были сорваны, так как повстанцы прибегли к партизанской войне. Война Фаррапус наряду с яростной оппозицией, на которую политика Фейжо натолкнулась в парламенте, вынудили его выйти в отставку в сентябре 1837 года. После этого Фейжо не принимал активного участия в политической жизни Бразилии.